# Methodenvalidierung
Unter Methodenvalidierung in der Analytik versteht man den formellen und dokumentierten Nachweis, dass eine chemische, physikalische oder biologische Analysenmethode für ihren Einsatzzweck geeignet ist und die an sie gestellten Anforderungen erfüllt. Die Methodenvalidierung ist ein wichtiges Werkzeug in der Qualitätssicherung und wird im Rahmen von Akkreditierungen und Zulassungsverfahren von Behörden gefordert. Gerade im Bereich der Arzneimittelzulassung ist Methodenvalidierung aufgrund der Anforderungen durch die zulassenden Behörden (wie z. B. der amerikanischen FDA oder des deutschen Bundesinstituts für Arzneimittel und Medizinprodukte, BfArM) unerlässlich. Aber auch in vielen anderen Bereichen wie der Wasseranalytik, der Umweltanalytik oder Spurenanalytik ist sie ein wichtiges Instrument zur Sicherung der Analysenqualität.

## Richtlinien

### Methodenvalidierung
Die folgenden Normen und Richtlinien befassen sich mit Umfang und Durchführung von Methodenvalidierungen:
- DIN EN ISO / IEC 17025: General requirements for the competence of testing and calibration laboratories (Allgemeine Anforderungen an die Kompetenz von Prüf- und Kalibrierlaboratorien)
- EURACHEM Guide: Guide to Quality in Analytical Chemistry (2002)
- International Council for Harmonisation of Technical Requirements for Pharmaceuticals for Human Use (ICH), Guideline Q2(R1)
- Umweltbundesamt: Leitlinie zur Methodenvalidierung
- United States Pharmacopeia, Chapter <1225>

### Statistik
Die folgenden Normen befassen sich mit der statistischen Auswertung von Charakteristiken von Methoden:
- DIN ISO 5725: „Accuracy (trueness and precision) of measurement methods and results“ (Richtigkeit und Präzision)
- DIN 32633: „Verfahren der Standardaddition“, s. auch Standard-Additionsverfahren
- DIN 32645: „Nachweis-, Erfassungs- und Bestimmungsgrenzen“
- DIN 38402-41: „Deutsche Einheitsverfahren zur Wasser-, Abwasser- und Schlammuntersuchung; Allgemeine Angaben (Gruppe A); Ringversuche, Planung und Organisation“
- DIN 38402-42: „Deutsche Einheitsverfahren zur Wasser-, Abwasser- und Schlammuntersuchung – Allgemeine Angaben (Gruppe A) – Teil 42: Ringversuche zur Verfahrensvalidierung“
- DIN 38402-51: „Deutsche Einheitsverfahren zur Wasser-, Abwasser und Schlammuntersuchung; Allgemeine Angaben (Gruppe A); Kalibrierung von Analysenverfahren, Auswertung von Analysenergebnissen und lineare Kalibrierfunktionen für die Bestimmung von Verfahrenskenngrößen“
- DIN 55350: „Begriffe der Qualitätssicherung und Statistik“

### Elektronische Datenverarbeitung
Bei der elektronischen Verarbeitung und Speicherung von Messwerten, Validierungsplandaten oder Berichten werden, im Zusammenhang mit einer Zulassung eines Arzneimittels für den US-amerikanischen Markt, folgende Anforderungen zugrunde gelegt:
- FDA Code of Federal Regulations: 21 CFR Part 11
- GAMP

## Umfang
Abhängig vom Einsatzzweck und Typ der analytischen Methode können verschiedene Kennzahlen und Nachweise nötig sein, um eine Methode zu validieren. Meistens wird der Nachweis der Eignung der Methode durch Angabe statistischer Kenngrößen (z. B. Mittelwerte, Standardabweichungen und Korrelationskoeffizienten) oder Auswerten statistischer Tests wie z. B.
- Test auf Varianzhomogenität (F-Test, Bartlett, Cochran)
- Test auf Normalverteilung (Kolmogorow-Smirnow, Shapiro-Wilk)
- Test auf Linearität (Mandel)
- Ausreißertests (Dixon, Grubbs)
- Trendtests (Neumann)

erbracht. Aber auch eine Grafik wie z. B. ein Chromatogramm kann einen Beleg für eine geforderte Charakteristik darstellen. Im Fall von statistischen Werten und Tests müssen im Vorfeld Sollwerte, Grenzwerte und Signifikanzniveaus festgelegt werden. Diese hängen vom Einsatzgebiet und Verfahren ab und werden teilweise durch Richtlinien und Regularien festgelegt.
Die oben genannten Richtlinien nennen im Wesentlichen die folgenden Charakteristiken, die für eine Methode im Rahmen der Methodenvalidierung untersucht und bewertet werden müssen (vergl. ICH Q2(R1)):
- Richtigkeit
- Präzision
- Robustheit
- Spezifität/Selektivität
- Nachweis- und Bestimmungsgrenze
- Linearität, Empfindlichkeit
- Wiederholpräzision, Vergleichspräzision, und evtl. Laborpräzision
- Arbeitsbereich